# Puigcerdà
Puigcerdà (/pu.t͡ʃərˈda/ ; historiquement Puycerdan en français, également Puycerda) est une ville située dans le nord-est de l'Espagne, en Catalogne, à la frontière franco-espagnole. Elle est la capitale de la comarque de la Cerdanya, dans la province de Gérone. 
La ville est limitrophe de la Cerdagne française et se trouve au centre de la plaine cerdane, ce qui en fait la capitale transfrontalière de cette région naturelle.

## Géographie

### Localisation
La ville est située à 1 202 mètres d'altitude, au confluent du Carol et du Sègre, un affluent de l'Èbre, qui la sépare de sa ville sœur française Bourg-Madame, dans les Pyrénées-Orientales.

### Communes limitrophes
Les communes limitrophes sont  Alp, Bolvir, Bourg-Madame, Enveitg, Fontanals de Cerdanya, Guils de Cerdanya, Palau-de-Cerdagne et Ur.
| Guils de Cerdanya     | Enveitg (fr) | Ur (fr)                |
| Bolvir                | Puigcerdà    | Bourg-Madame (fr)      |
| Fontanals de Cerdanya | Alp          | Palau-de-Cerdagne (fr) |

### Voies de communication et transports
- Gare de Puigcerdà

## Toponymie
Attestée sous la forme Mont cerdà en 1310[réf. à confirmer].

## Histoire
Puigcerdà (Podium Ceretanum) fut fondée par le roi Alphonse II d'Aragon, comte de Barcelone, du Roussillon et de Cerdagne, vers 1177 et devient la capitale de ce dernier comté à la place de Llívia.
Elle fut assiégée en 1654 et prise par les troupes françaises lors de la guerre des faucheurs.
En 1678 elle fut, de nouveau, assiégée et prise le 28 mai par les troupes françaises lors de la guerre de Hollande.
En 1812, sous Napoléon Ier et dans le cadre de la guerre d’Espagne, elle fut désignée préfecture du nouveau département français du Sègre.

## Population et société

### Liste des maires
| Période | Période | Identité              | Étiquette | Qualité                                       |
| ------- | ------- | --------------------- | --------- | --------------------------------------------- |
|         |         |                       |           |                                               |
| 1931    | ?       | Jacques Cadefau       | ...       | cousin du maire de Bourg-Madame Thomas Casals |
|         |         |                       |           |                                               |
| 2011    |         | Albert Piñeira Brosel | CiU       | ...                                           |

### Jumelage
- Le Soler (France)

### Démographie
| 1991  | 1996  | 2001  | 2004  | 2009  |
| ----- | ----- | ----- | ----- | ----- |
| 6 329 | 6 356 | 7 020 | 8 370 | 9 022 |

### Manifestations culturelles et festivités
- Festa major : du 16 au 19 juillet.

### Santé
Le premier exemple d'hôpital transfrontalier d'Europe (France-Espagne) est construit en 2010 et ouvre en 2012. Il comprend 70 lits et une maternité, et est conçu pour un bassin de 30 000 personnes.

## Culture locale et patrimoine

### Lieux et monuments
- Couvent de Sant Domènec, fondé en 1290 ;
- Clocher du XIIe siècle ;
- Église romane de Sant Tomàs de Ventajola, fondée en 958 ;
- Église romane de Sant Andreu de Vilallobent, du Xe siècle ;
- Ancien hôpital, construit au XIIe siècle ;
- Musée Cerdà.

### Personnalités liées à la commune
- Francesc Piguillem i Verdacer (1770-1826), médecin;
- Pere Borrell del Caso (1835-1910), peintre;
- Lleó Borrell (1924-1994), compositeur et pianiste de jazz du courant de la Nova Cançó;
- José Antonio Hermida, champion du monde 2010 de vélo tout terrain (VTT);
- Raphaël Ruiz, natif de la commune en 1938, joueur de basket-ball international français.